# Grímsstaðaholt
Grímsstaðaholt är en kulle i republiken Island. Den ligger i regionen Höfuðborgarsvæði, i huvudstaden Reykjavík. Toppen på Grímsstaðaholt är 20 meter över havet.